# Anton August Heinrich Lichtenstein
Anton August Heinrich Lichtenstein (* 25. August 1753 in Helmstedt; † 17. Februar 1816 ebenda) war ein deutscher Zoologe und Bibliothekar.

## Leben
Lichtenstein war der Sohn des Hofrats und Bürgermeisters von Helmstedt Joachim Dietrich Lichtenstein und Vater des späteren Zoologen Martin Hinrich Lichtenstein.
Seinen ersten Unterricht bekam Lichtenstein durch den Helmstedter Stadtschreiber Lange, der ihn hervorragend auf das städtische Gymnasium vorbereitete. Dort wurde Lichtenstein u. a. Schüler des Direktors M. Mirus (Latein) und Prof. Beauregard (französisch). Ostern 1771 wurde Lichtenstein Student der Universität Göttingen und besuchte u. a. Vorlesungen der Professoren Gottfried Less, Johann David Michaelis, Johann Peter Miller und Franz Walch.
Bereits Ende September 1772 wechselte Lichtenstein an die Universität Leipzig, wo die Professoren Christian August Crusius, Johann August Ernesti u. a. seine Dozenten wurden. Anfang 1773 holte die Familie Lichtenstein nach Hause, da sein Vater verstorben war. Lichtenstein blieb in seiner Heimatstadt und bekam vom Rat der Stadt mit Wirkung vom 30. Oktober 1773 eine Lehrerlaubnis für orientalische Sprachen erteilt. Der Theologe Heinrich Philipp Konrad Henke unterstützte Lichtenstein dabei maßgeblich.
Als Lichtenstein im Herbst 1774 einen Ruf an die Universität Jena als ausserordentlicher Professor erhielt, lehnte er ab und avancierte dafür zum Rektor der Helmstedter Stadtschule. Drei Jahre später verließ er Helmstedt und ging nach Hamburg. Mit Wirkung vom 26. August 1777 berief das Scholarkollegium Hamburgs Lichtenstein zum Konrektor des Johanneums. Am 7. Dezember 1777 hielt er dort seine Antrittsvorlesung „De libertate liberalitatis“. Ab 1782 war er Rektor des Johanneums. Von 1794 bis 1796 war er zusätzlich Bibliotheksassistent und von 1796 bis 1798 Direktor der Stadtbibliothek in Hamburg.
1798 verließ er Hamburg, weil er zum Professor für Theologie an der Universität Helmstedt, sowie zum Generalsuperintendenten und ersten Pastor an der St.-Stephans-Kirche ernannt worden war. Er versuchte die Keilschrift zu entziffern und veröffentlichte diese Versuche zuerst im neuen deutschen Merkur (Oktober 1802, S. 89 f.) und ausführlicher 1803 in seinem Werk Tentamen Palaeographiae Assrio-Persicae. 1803 erhielt er die Würde des Abts des Klosters Michaelstein, nachdem er bereits seit 1775 Subprior des Klosters war; mit der Gründung des Königreiches Westphalen 1807 wurden die Klostergüter eingezogen, aus ihnen französische Offiziere dotiert und das Predigerseminar geschlossen. Als die Universität 1810 schloss, blieb er trotzdem in Helmstedt. In seinen letzten Lebensjahren beschäftigte er sich mit Naturgeschichte. Im Alter von 62 Jahren starb Anton August Heinrich Lichtenstein am 17. Februar 1816 an einem „hitzigen Fieber“ (möglicherweise Typhus) in seiner Heimatstadt.
Lichtenstein hatte 1777 Henriette Louise Berkhan (1755–1824) geheiratet. Es gab 7 gemeinsame Kinder, von denen eines der Arzt, Forscher und Zoologe Hinrich Lichtenstein und ein anderer der Arzt und Naturforscher Johann Nikolaus Heinrich Lichtenstein waren.
Er war Mitglied der Gesellschaft Naturforschender Freunde zu Berlin.

## Werke
- Auktionskataloge, Verzeichniss von höchstseltenen, aus allen Welttheilen mit vieler Mühe und Kosten zusammen gebrachten, auch aus unterschiedlichen Cabinetten, Sammlungen und Auctionen ausgehobenen Naturalien, welche von einem Liebhaber, als Mitglied der Batavischen und verschiedener anderer Naturforschenden Gesellschaften gesammelt wurden.
  - Catalogus Rerum Naturalium Rarissimarum. Sectio Prima: Continens mammalia & Aves. 1. Abschnitt: Säugethiere und Vögel. Makler Johann Hinrich Schöen, Montag, 21. October 1793 (Reprint der Willughby Society 1882).
  - Catalogus Rerum Naturalium Rarissimarum. Sectio secunda: continens conchylia, item mineralia, ligna exotica, & arte parata. 2. Abschnitt: Schnecken, Muschel, Hölzer. Makler Johann Hinrich Schöen, Montag, 30. Juni 1794.
  - Catalogus Musei zoologici ditissimi Hamburgi Sectio Tertia: Continens Insecta. 3. Abschnitt: Insekten. Makler Peter Hinrich Packischefsky, Mittwoch, 3. Februar 1796.
- Herbst, Lichtenstein: Naturgeschichte der Insekten-Gattungen Solpuga und Phlangium. In: Johann Friedrich Wilhelm Herbst: Natursystem der ungeflügelten Insekten. Gottlieb August Lange, Berlin 1797.
- Beschreibung eines neu entdeckten Wasserinsekts. In: C[hristian] R[udolph] W[ilhelm] Wiedemann (hrsg.): Archiv für Zoologie und Zootomie, 1. Bd., Voß, Berlin 1800, S. 168f